# Berit Alten
Berit Alten (Oslo, 2 de mayo de 1915 – Oslo, 18 de diciembre de 2002) fue una actriz noruega.

## Familia
Alten nació en Kristiania (ahora Oslo), hija del juez Edvin Alten (1876–1967) y Ragna Aass (1880–1975). Su media hermana fue la actriz Rønnaug Alten (1910–2001). En 1950 se casó con el historiador literario Asbjørn Aarnes (1923–2013).

## Carrera
Alten debutó en el teatro en 1938 en el Nuevo Teatro, y de 1939 a 1947 estuvo comprometida con el Teatro de Trøndelag. Debutó en el cine en 1939 en la película de Helge Lunde Familien på Borgan. Alten apareció en cuatro películas en total, desde 1939 hasta 1946. En su última película, Vi vil leve, interpretó uno de los papeles principales como Elsa.

## Filmografía
- 1939: Familien på Borgan como una chica
- 1941: Hansen og Hansen como la Srta. Brun
- 1944: Hans livs lopp (corto) como una refugiada noruega
- 1946: Vi vil leve como Elsa